# Islandia (Nova York)
Islandia és una població dels Estats Units a l'estat de Nova York. Segons el cens del 2000 tenia 3.057 habitants.

## Demografia
Segons el cens del 2000, Islandia tenia 3.057 habitants, 1.007 habitatges, i 753 famílies. La densitat de població era de 529,3 habitants/km².
Dels 1.007 habitatges en un 35,3% hi vivien nens de menys de 18 anys, en un 59,8% hi vivien parelles casades, en un 11,1% dones solteres, i en un 25,2% no eren unitats familiars. En el 18,8% dels habitatges hi vivien persones soles el 2,3% de les quals corresponia a persones de 65 anys o més que vivien soles. El nombre mitjà de persones vivint en cada habitatge era de 3,04 i el nombre mitjà de persones que vivien en cada família era de 3,49.
Per edats la població es repartia de la següent manera: un 24,7% tenia menys de 18 anys, un 6,9% entre 18 i 24, un 36,3% entre 25 i 44, un 25,1% de 45 a 60 i un 7% 65 anys o més.
L'edat mediana era de 36 anys. Per cada 100 dones de 18 o més anys hi havia 88,8 homes.
La renda mediana per habitatge era de 69.519 $ i la renda mediana per família de 69.615 $. Els homes tenien una renda mediana de 46.083 $ mentre que les dones 34.261 $. La renda per capita de la població era de 25.682 $. Entorn del 4% de les famílies i el 5,5% de la població estaven per davall del llindar de pobresa.